# نجيلاوية
النجيلاوية (الاسم العلمي: Cynodonteae) هي قبيلة من النباتات تتبع فصيلة النجيلية من الرتبة القبئيات.

## التصنيف
- تحت قبيلة البومرولينة
  - جنس الأستربلة
- تحت قبيلة الكلورسينة
  - جنس الكلورس
  - جنس النجيل
  - جنس عشب الحبل
- تحت قبيلة البوتلوينة
  - جنس البوتلوة
- تحت قبيلة الزويسينة
  - جنس الزويسيا

### أجناس النجيلاوية
- الأستربلة ذقن الماعز - Afrotrichloris - Austrochloris - البوتلوة - Brachyachne - Catalepis  - Chloris - Chrysochloa - Craspedorhachis - Ctenium - نجيل - Daknopholis - Decaryella - Dignathia - Enteropogon - Eustachys - Farrago - Gymnopogon - Harpochloa - Hilaria - Kampochloa - Leptothrium - Lepturidium - Lepturopetium - Lintonia - Lopholepis - Melanocenchris - Microchloa - Monelytrum - Mosdenia - Neobouteloua - Neostapfiella - Oxychloris - Perotis - Pleuraphis - Pogonochloa - Polevansia - Pommereulla - Pseudozoysia - Schaffnerella - Schedonnardus - Schoenefeldia - عشب الحبل - Tetrachaete - Tetrapogon - Tragus - Trichloris - Willkommia - زويسيا